# Crêt de Sapel
Crêt de Sapel är en kulle i Schweiz. Den ligger i kantonen Neuchâtel, i den västra delen av landet, 60 km väster om huvudstaden Bern. Toppen på Crêt de Sapel är 1 210 meter över havet.